# Mizrachi (politická strana)
Mizrachi (hebrejsky: המזרחי‎, ha-Mizrachi, akronym pro מרכז רוחני, Merkaz Ruchani, doslova „Náboženský střed“) byla nábožensky-sionistická izraelská politická strana a jedna z předchůdkyň moderní Národní náboženské strany.

## Historie
Hnutí Mizrachi vzniklo v roce 1902 ve Vilniusu jako nábožensky-sionistická organizace. Ta měla vlastní odborovou organizaci, ha-Po'el ha-Mizrachi, jež vznikla v roce 1921. V britské mandátní Palestině se hnutí vyvinulo v politickou stranu označovanou jako ha-Mizrachi, o níž je tento článek.
V prvních izraelských parlamentních volbách v roce 1949 strana kandidovala jako součást aliance Sjednocená náboženská fronta společně s ha-Po'el ha-Mizrachi, Agudat Jisra'el a Po'alej Agudat Jisra'el. Aliance ve volbách získala celkem šestnáct mandátů, z čehož čtyři připadly straně Mizrachi, a stala se tak třetí největší stranou po levicovém Mapaji a Mapamu. Stala se též součástí koaliční vlády prvního izraelského premiéra Davida Ben Guriona.
Sjednocená náboženská fronta sehrála klíčovou roli v sesazení první vlády, v důsledku rozporu s Mapajem v otázkách týkajících se vzdělání v táborech nových židovských přistěhovalců (ma'abarot), náboženského vzdělávání, existence ministra dodávek a přídělů a jmenování nového ministra obchodu a průmyslu. V důsledku této vládní krize Ben Gurion 15. října 1950 rezignoval. Když se spory o dva týdny později vyřešily, sestavil staronovou vládu se stejnými koaličními partnery a ministry.
V následujících volbách v roce 1951 strana Mizrachi kandidovala samostatně, avšak získala pouhé dva mandáty. Stala se součástí třetí vlády vedené opět Davidem Ben Gurionem a oba její poslanci byli v nové vládě jmenováni ministry; David Cvi Pinkas se stal ministrem dopravy a Mordechaj Nurok se stal ministrem poštovních služeb. Když třetí vláda padla, Pinchas i Nurok přišli o své ministerské posty, přestože strana zůstala i v následující čtvrté, páté a šesté koaliční vládě.
Před volbami v roce 1955 se strana spojila s ha-Po'el ha-Mizrachi a strany dohromady vytvořily alianci Národní náboženská fronta. Nová strana získala jedenáct poslaneckých mandátů (někdejší členové strany Mizrachi však získala pouze dva z nich), čímž se stala čtvrtou největší stranou Knesetu. Strana se opět stala součástí koaličních vlád během funkčního období třetího Knesetu. V roce 1956 se spojení stran stalo trvalé a strana se přejmenovala na Národní náboženskou stranu.

## Poslanci Knesetu
| Kneset (poslanců)  | poslanci                                                                        |
| ------------------ | ------------------------------------------------------------------------------- |
| 1. (1949–1951) (4) | Jehuda Lejb Majmon, Mordechaj Nurok, David Cvi Pinkas, Avraham Chajim Šag       |
| 2. (1951–1955) (2) | Mordechaj Nurok, David Cvi Pinkas (nahrazen poslancem Šlomo Jisra'el Ben Me'ir) |
| 3. (1955–1956) (2) | Mordechaj Nurok, Šlomo Jisra'el Ben Me'ir                                       |